# Петр (Богданович)
Епи́скоп Пе́тр Богда́нович (серб. Епископ Петар Богдановић; род. 14 мая 1988, Валево) — иерарх Сербской православной церкви, епископ Топличский, викарий патриарха Сербского с 2022 года.

## Биография
Вырос в Мионике недалеко от Валева. После окончания Валевской гимназии в 2007 году поступил на факультет спорта и физического воспитания в Белграде.
По окончании третьего курса он оставляет учёбу и поступает в Монастырь Четереже Браничевской епархии. 4 апреля 2011 года был пострижен в монашество. 26 июня того же года в Архангельском кафедральном храме в Пожареваце епископом Пожаревацко-Браничевским Игнатием (Мидичем) был рукоположен в сан диакона. 17 декабря того же года в Томичском монастыре тем же епископом был рукоположен в сан пресвитера.
В 2013 году поступил на православный богословский факультет в Белграде.
В 2014 году становится клириком Монастыря Туман.
В 2018 году окончил Богословский факультет в Белграде. В 2019 году защитил кандидатскую диссертацию на тему «Свобода в литургическом опыте Церкви». В том же году его статья под названием «Физическая активность и традиция Церкви» была опубликована в религиозно-научном журнале «Теолошки погледи» Священного Синода епископов Сербской Православной Церкви. В 2019 году поступил в докторантуру Православного богословского факультета Белградского университета на кафедру систематического богословия.
1 ноября 2020 года ему был присвоен сан протосинкелла, а в конце 2021 года он был назначен настоятелем Монастыря Горняк Браничевской епархии.
На очередном майском заседании Священного Архиерейского Собора Сербской православной Церкви, проходившем с 15 по 20 мая 2022 года, избран викарием Патриарха Сербского Порфирия с титулом викарного епископа Топличского.
Накануне Введения в 2022 году игумен Петр был удостоен сана архимандрита.
17 декабря 2022 года в соборном храме архангела Михаила в Белграде наречён во епископа Топличского, викария Патриарха Сербского.
18 декабря 2022 года в храме святого Саввы в Белграде хиротонисан во епископа Топличского, викария Патриарха Сербского. Хиротонию совершили: Патриарх Сербский Порфирий, архиепископ Охридский и митрополит Скопский Иоанн (Вранишковский), архиепископ Михаловско-Кошицкий Георгий (Странский) (Православная церковь Чешских земель и Словакии), митрополит Брегалницкий Иларион (Серафимовский) (Македонская православная церковь), епископ Бачский Ириней (Булович), епископ Британско-Скандинавский Досифей (Мотика), епископ Враньский Пахомий (Гачич), епископ Шумадийский Иоанн (Младенович), епископ Браничевский Игнатий (Мидич), епископ Милешевский Афанасий (Ракита), епископ Рашско-Призренский Феодосий (Шибалич), епископ Славонский Иоанн (Чулибрк), епископ Тимокский Иларион (Голубович), епископ Нишский Арсений (Главчич), епископ Далматинский Никодим (Косович), епископ Осечкопольский и Бараньский Херувим (Джерманович), епископ Валевский Исихий (Рогич), епископ Захумско-Герцеговинский Димитрий (Радженович), епископ Шабацкий Иерофей (Петрович), епископ Западноевропейский Иустин (Еремич), епископ Стобийский Давид (Нинов), епископ Ремезианский Стефан (Шарич), епископ Мохачский Дамаскин (Грабеж), епископ Марчанский Савва (Бундало), епископ Хвостанский Алексий (Богичевич), епископ Новобрдский Иларион (Лупулович), епископ Егарский Нектарий (Самарджич), епископ Липлянский Досифей (Радивоевич).